# Anders Salwén
Anders Erik Salwén, född 4 november 1847 i Slöta socken, död 15 mars 1917 i Falun, var en svensk företagsledare.

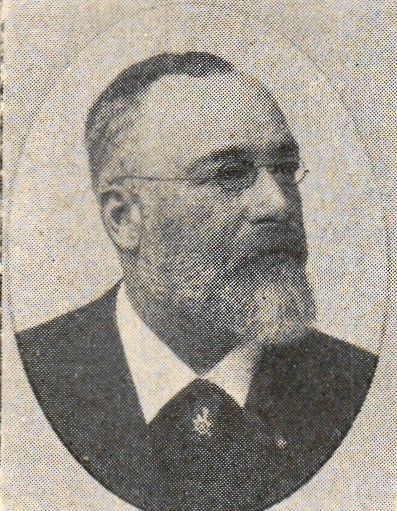
A E Salwén

## Biografi
Anders Salwén var son till prosten och hovpredikanten Anders Johan Salwén och bror till Arvid Salvén. Efter studier vid Skara läroverk 1858–1864 hade han sin första längre anställning vid Norbergs gruvfält 1864–1868, så småningom som bokhållare. Han var därefter knuten till nickelverket i Sågmyra 1868–1874. 1874 studerade han en tid vid Falu bergsskola och var därefter förvaltare vid Stora Kopparbergs bergslags AB:s järnmalmsgruvor. Då 1893 en gemensam förvaltning bildades för Grängesbergsfältets gruvföretag, utsågs Salwén till chef för denna, en post han innehade till 1915. På Salwéns initiativ lät bolaget omkring 1900 genomföra undersökningar av olika borrmaskinstyper och därefter överge handborrarna för maskinborrar i gruvorna. Han lät även trygga grängesbergsgruvornas försörjning av elektricitet genom att anlägga ett antal vattenkraftstationer. Salwén tillhörde stiftarna av AB Expressdynamit i Grängesberg 1889 och var VD för bolaget från stiftandet till 1915. Han var även en av stiftarna av Elektriska AB Magnet i Ludvika 1900. 1901–1903 var han VD i Svenska anrikningsaktiebolaget. Åt arbetarna lät Salwén bygga goda bostäder, och han startade bland annat Dalarnas försäkringsförening 1887, som var en föregångare till arbetarförsäkringen i Sverige. I Grangärde landskommun intog han länge en dominerande plats, 1887–1900 var han kommunalnämndens ordförande.